# الحجر الأسود
الحجر الأسود هو حجر موضع إجلال مكون من عدة أجزاء، بيضاوي الشكل، أسود اللون مائل إلى الحمرة، وقطره 30 سم، يوجد في الركن الجنوبي الشرقي للكعبة من الخارج، وفقا للعقيدة الإسلامية فهو نقطة بداية الطواف ومنتهاه، ويرتفع عن الأرض مترًا ونصفًا، وهو محاط بإطار من الفضة الخالصة صونًا له، ويظهر مكان الحجر بيضاويًّا. أما سواد لونه، فيرجع إلى الذنوب التي ارتُكبت وفقا للروايات عن النبي محمد. إذ روى ابن عباس عن النبي محمد أنه قال: «نزل الحجر الأسود من الجنة أبيض من اللبن فسودته خطايا بني آدم». وهو سواد في ظاهر الحجر، أما بقية جرمه فهو على ما هو عليه من البياض.
فقد وصفه محمد بن خزاعة حين رد القرامطة الحجر سنة 339 هـ وعاينه قبل وضعه وقال: «تأملت الحجر الأسود وهو مقلوع، فإذا السواد في رأسه فقط، وسائره أبيض، وطوله قدر ذراع». يعد الحجر الأسود من حجارة الجنة، حيث قال النبي محمد: «الحجر الأسود من حجارة الجنة»، فهو ياقوتة من ياقوت الجنة حيث قال النبي محمد: «إن الركن والمقام ياقوتتان من ياقوت الجنة طمس الله تعالى نورهما ولو لم يطمس نورهما لأضاءتا ما بين المشرق والمغرب».
كان عبد الله بن الزبير أول من ربط الحجر الأسود بالفضة ثم تتابع الخلفاء في عمل الأطواق من الفضة كلما اقتضت الضرورة وفي شعبان 1375 هـ وضع الملك سعود بن عبد العزيز طوقاً جديداً من الفضة وقد رُمِّم في عهد الملك فهد بن عبد العزيز في سنة 1422 هـ.

## وصفه

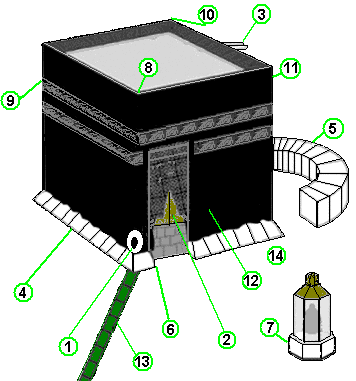
رسم يوضح موقع الحجر الأسود من الكعبة ويرمز له بالرقم (1).

يتكون الحجر الأسود من عدة أجزاء رُبطت معاً عن طريق إطار من الفضة، والتي يتم تثبيتها بواسطة المسامير الفضية إلى حجر. وقد عززت بعض الأجزاء الصغيرة معا من خلال لصق سبعة أو ثمانية أجزاء مع بعضهما. الحجم الأصلي للحجر هو حوالي 20 سنتيمتر (7.9 بوصة) في 16 سنتيمتر (6.3 بوصة). حجمه الأصلي غير واضح نتيجة لتغير أبعاده على مر الزمان، كما تمت إعادة تشكيل الحجر في عدة مناسبات.

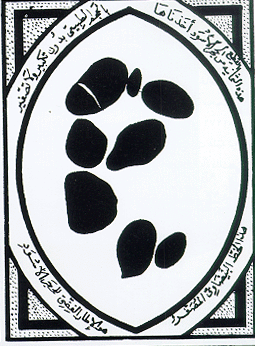
رسم يدوي للحجر من قبل الكردي، بعد أن وضع ورقة على الحجر ورسمها بنفس حجمها الصحيح، غرة ربيع الأول 1376 هـ.

وقال محمد بن خزاعة حين رد القرامطة الحجر سنة 339 هـ وعاينه قبل وضعه وقال: «تأملت الحجر الأسود وهو مقلوع، فإذا السواد في رأسه فقط، وسائره أبيض، وطوله قدر ذراع».
في القرن العاشر الميلادي وصفه المؤرخون أنه بيضاوي الشكل يبلغ ذراعا واحدا (ما يزيد قليلا عن 1.5 قدم (0.46 م)، في أوائل القرن السابع عشر الميلادي سجلت قياساته على أنها 1.5 يارد (1.4 م) في 1.33 يارد (1.22 م)، وفي القرن الثامن عشر قام علي بك الكبير بأول محاولة لقياس الحجر الأسود، وبلغ طوله 42 بوصة (110 سـم)، وفي عهد محمد علي باشا تم قياسه بشكل أفضل حيث سجلت مقاساته: 2.5 قدم (0.76 م) طولاً في 1.5 قدم (0.46 م)عرضاً.
وكان أول وصف الحجر الأسود في الأدب الغربي في نهاية القرن التاسع عشر ومع بداية القرن العشرين من قبل الرحالة الأوروبيين في الجزيرة العربية حيث زاروا الكعبة. وزار الرحالة السويسري يوهان لودفيج بوركهارت مكة المكرمة في عام 1814، وقدم وصفاً مفصلاً له عام 1829 في كتاب «السفريات في البلاد العربية».
ومن المتأخرين، وصفها ورسمها الخطاط محمد طاهر الكردي وقال:

## تسميته
سُمي الحجر الأسود بحسب ما روى ابن عباس عن النبي محمد صلى الله عليه وسلم أنه قال: «نزل الحجر الأسود من الجنة أبيض من الثلج فسودته خطايا بني آدم». وسماه البعض بالحجر الأسعد إلا أنه لم يثبت بالأدلة صحة هذا الاسم إلا في رواية لحديث ضعيف رواه الحاكم في المستدرك.
والذي سُمي أيضا في الحديث بـ «الركن» وصفه المتقدمون، فقد روى الفاكهي «عن مجاهد قال: نظرت إلى الركن حين نقض ابن الزبير البيت، فإذا كل شيء منه داخل البيت أبيض.»

## أصول تاريخية
اقترح المستشرق الألماني ثيودور نولدكه مقارنة الحجر الأسود بمعبود يمني قديم كان لقبيلة غيمان بالشرق الجنوبي من صنعاء، ويسمى في النقوش السبئية 𐩢𐩴𐩧|𐩤𐩢𐩣𐩣 "حجر قاحم" بمعنى حجر أسود؛ رفضت ماريا هوفنر فرضية نولدكه لاستتنادها على محض التشابه اللغوي في غياب أي تفاصيل عن المعبود، في حين أيد المؤرخ العراقي جواد علي هذه المقارنة وأكدها عالم النقوش الفرنسي كرستيان روبان.

## آثار عنه

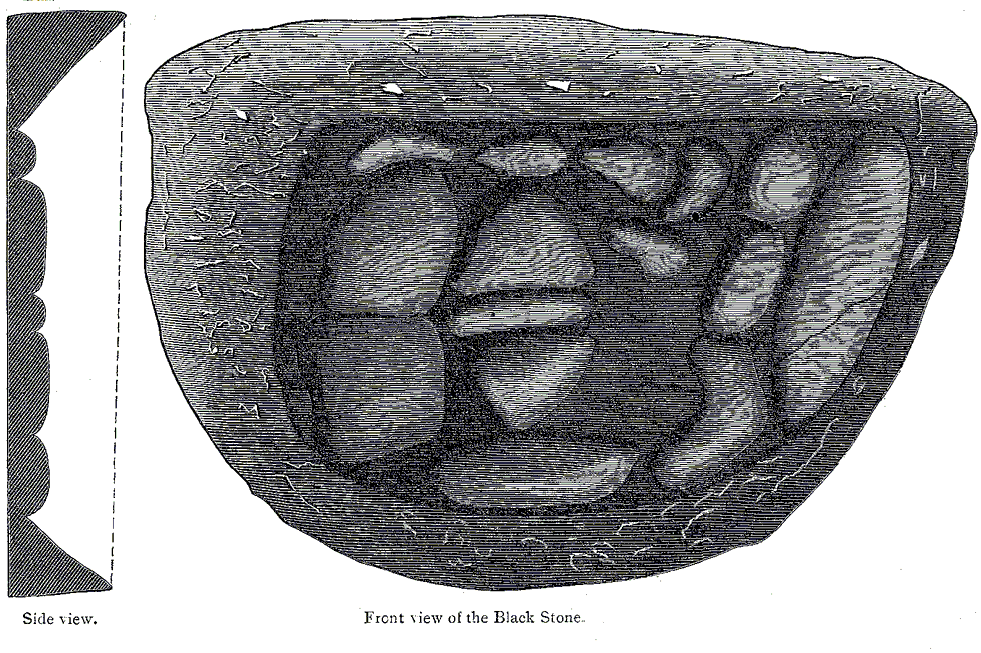
رسمة للحجر من الأمام والجنب، من كتاب للمستشرق وليم مُيور.

حسب الآثار الإسلامية، فإن الحجر أتى به جبريل من السماء، فقد روى ابن جرير في تفسيره، والأزرقي في «أخبار مكة» بإسناد حسن، وكذا رواه الحاكم في مستدركه، وقال: صحيح على شرط مسلم ولم يخرجاه عن خالد بن عرعرة أن رجلا قام إلى علي فقال:
كما جاء في الحديث أن «الحجر الأسود من الجنة»، وعن ابن عباس أن النبي محمد قال: «نزل الحجر الأسود وهو أشد بياضًا من اللبن فسودته خطايا بني آدم». غير أن المسلمين لا يعبدون هذا الحجر، وقد روي عن عمر بن الخطاب أنه كان يُقبِّل الحجر الأسود ويقول: «إني لأعلم أنك حجر لا تضر ولا تنفع، ولولا أني رأيت رسول الله يُقبِّلك ما قبّلتك».

## تاريخه

### إعادة وضعه من النبي محمد

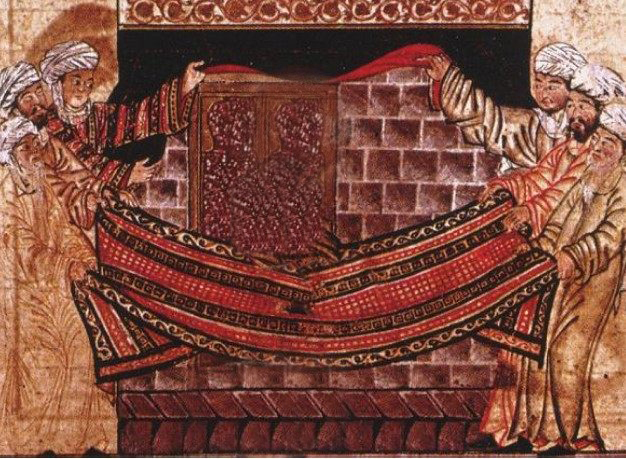
صورة رسم افتراضي أثناء قيام النبي محمد برفع الحجر الأسود محمولا على ثوب لقبائل قريش: من كتاب جامع التواريخ للهمذاني.

جاء في كتب السيرة أن الرسول محمد، حين كان في الخامسة والثلاثين من عمره (أي قبل البعثة)، أرادت قريش إعادة بناء الكعبة، فحصل خلاف أيُّهم يكون له فخر وضع الحجر الأسود في مكانه، حتى كادت الحرب تنشب بينهم بسبب من ذلك. وأخيراً جاء الإتفاق على أن يحكّموا في ما بينهم أول من يدخل من باب الصَّفا، فلما رأوا محمداً أول من دخل قالوا: «هذا الأمين رضينا بحكمه». ثم إنهم قصّوا عليه قصَّتهم فقال: «هلمَّ إليّ ثوباً» فأُتي به، فنشره، وأخذ الحجر فوضعه بيده فيه ثم قال: «ليأخذ كبير كل قبيلة بطرف من أطراف هذا الثوب»، ففعلوا وحملوه جميعاً إلى ما يحاذي موضع الحجر من البناء، ثم تناول هو الحجرَ ووضعه في موضعه، وبذلك انحسم الخلاف.

### الزبير ويزيد بن معاوية
ولم يعتر الحجر الأسود نقل أو تغييب من عهد قصي بن كلاب إلى بناء عبد الله بن الزبير، وهو أول من ربط الحجر الأسود بالفضة عندما تصدع من الأحداث التي جرت عام 64 هـ، حيث احترقت الكعبة بسبب الحرب بين ابن الزبير الذي تحصَّن داخلها وجيش يزيد بن معاوية، وتكررت الفعلة سنة 73 هـ على يد الحجاج بن يوسف الثقفي، ثم أضاف إليه الخليفة العباسي هارون الرشيد تنقيبه بالماس وأفرغ عليه الفضة.

### حادثة القرامطة
تعتبر حادثة القرامطة هي أفظع ما مرّ على الحجر الأسود فقد أغاروا على المسجد الحرام وقتلوا ما فيه وأخذوا الحجر وغيبوه 22 سنة، ورُدّ إلى موضعه سنة 339هـ. ففي سنة 317 هـ وتحديدا يوم التروية، قام أبو طاهر القرمطي، ملك البحرين وزعيم القرامطة، بغارة على مكة والناس محرمون، واقتلع الحجر الأسود، وأرسله إلى هَجَر وقتل عدد كبير من الحجاج، وحاولوا أيضا سرقة مقام إبراهيم ولكن أخفاه السدنة. وفي 318 هـ تقريبا أمر القرامطة الناس بالحج إلى عين الكعيبة في بلدة الجش بالقطيف بعدما وضعوا الحجر الأسود هناك في بيت كبير، وأمر القرامطة سكان منطقة القطيف بالحج إلى ذلك المكان، ولكن الأهالي رفضوا تلك الأوامر، فقتل القرامطة أناساً كثيرين من أهل القطيف، قيل: بلغ قتلاه في مكة ثلاثين ألفاً.
وقد ذكر ابن كثير في أحداث سنة 317 هـ، أن أبو طاهر القرمطي أمر:

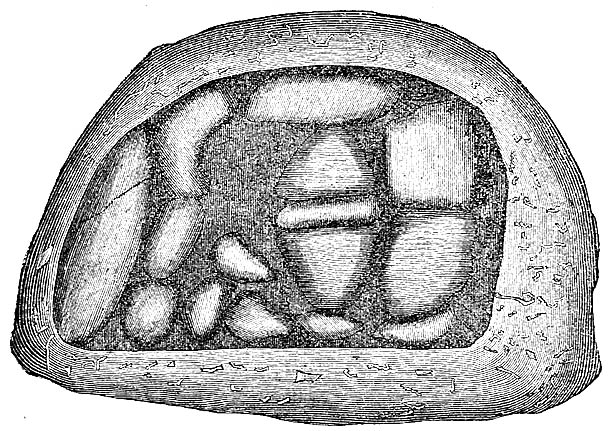
صورة قديمة مرسوم بها الحجر الأسود

وجاء في «تحفة الراكع والساجد بأحكام المساجد» لأبي بكر الجراعي أنه قيل:
غير أن ابن دحية قال: «عبد الله بن عكيم هذا لا يعرف، والحجر الأسود جلمدا لا تخلل فيه. والذي يطفو على الماء يكون فيه بعض التخلل كالخفاف وشبهه.»
كما ذكر ابن كثير في أحداث سنة 339 هـ، ذكر خبر رجوع الحجر وقال:

### حادثة سنة 363هـ

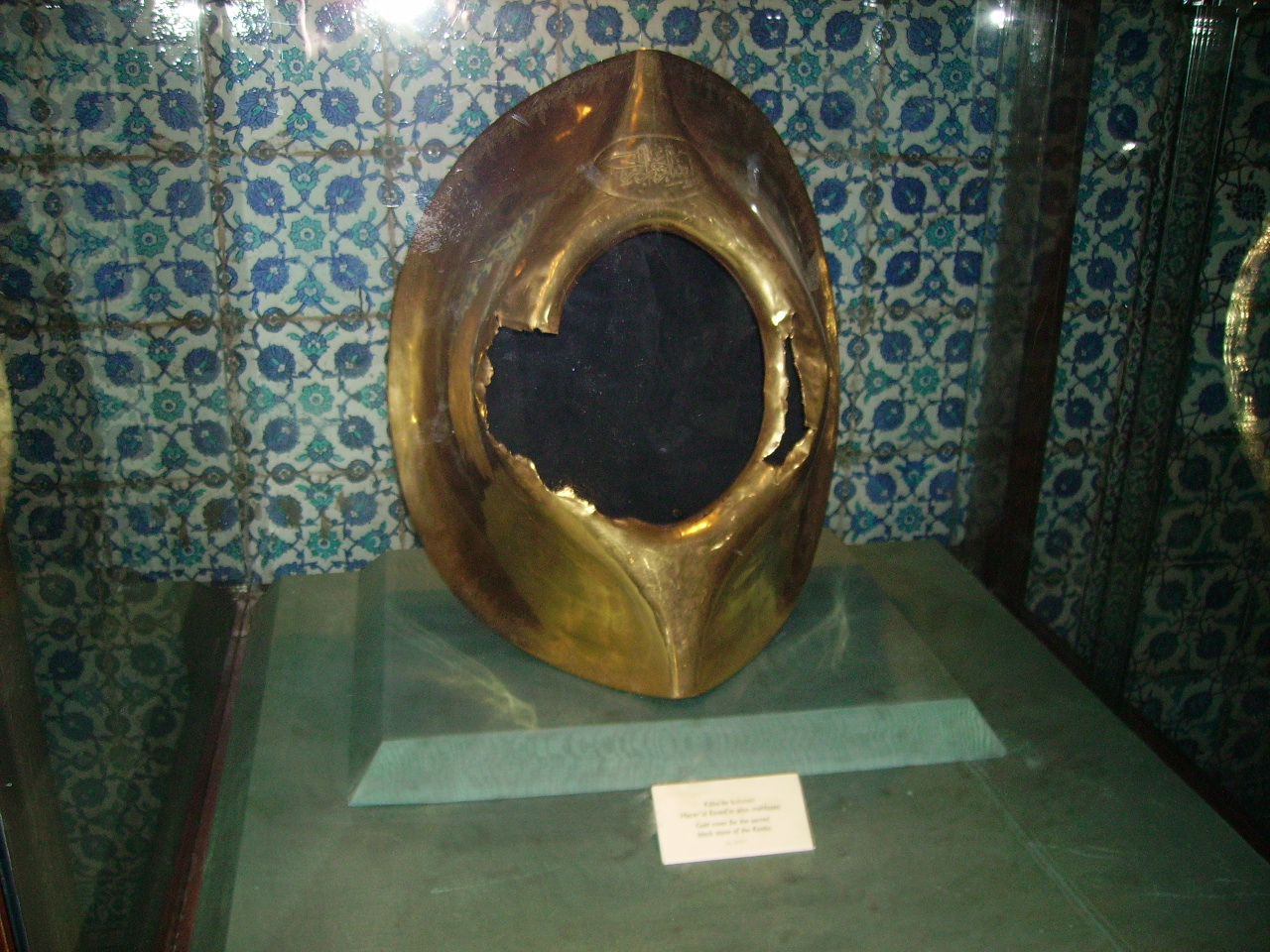
إطار قديم للحجر، في الطوپ قپو سراي.

ذكر ابن فهد المكي في كتابه «إتحاف الورى بأخبار أم القرى» في أخبار سنة 363 هـ، قصة رجل نصراني جاء من بلاد الروم، وقد جعل له مالا كثيرا على ذهاب الركن، فضرب الركن بمعول ضربة شديدة، فلما هم بضربه ثانية بادره رجل من اليمن كان يطوف في البيت فطعنه بخنجر حتى أرداه قتيلا.

### حادثة سنة 413هـ
وفي أحد الحوادث سنة 413 هـ حصل اعتداء آخر على الحجر قام به مجموعة من عشرة فرسان، استغواهم الحاكم العبيدي في مصر، وكان يقودهم رجل بإحدى يديه سيف مسلول، وبالأخرى دبوس، والرواية لابن فهد المكي:

### حادثة سنة 990 هـ
ذكر الإمام ابن علان في كتابه «فضل الحجر الأسود» أنه في سنة 990 هـ: 

### حادثة سنة 1351 هـ
ذكر الشيخ حسين با سلامة في كتابه «تاريخ الكعبة المشرفة» حادثة، حيث يقول:

## الخصائص العلمية

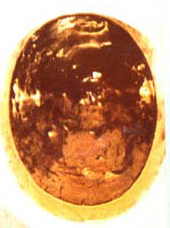
صورة مقربة للحجر الأسود والذي يبدو أشبه بالمعادن نتيجة الطبقة الشمعية التي وضعت عليه

أجريت العديد من النقاشات حول طبيعة الحجر الأسود. حيث وصفته أنه أحجار مختلفة مكونة من البازلت والعقيق وقطعة من الزجاج الطبيعي ونيزك حجري. نشر بول باتريتش الذي كان مسؤولا عن الأحجار الكريمة في الإمبراطورية النمساوية المجرية أول تقرير شامل عن الحجر الأسود في عام 1857 والذي قال بأن أصل هذه الأحجار نيزكي. روبرت ديتز وجون ماكهون اقترحوا في عام 1974 أن الحجر الأسود كان في الواقع من العقيق، وانطلاقا من خصائصه المادية وتقرير من قبل الجيولوجيين العرب أن الأحجار تتكون بالفعل من العقيق.
ووفقا للآثار التاريخية أنه حينما قام القرامطة بسرقة الحجر عام 951 م واسترد بعد 21 عاما؛ وفقا لمؤرخ، تم التأكد من الحجر من خلال اختبار قدرتها على التحرك في الماء. إذا كان هذا الحساب دقيقا فإنه يستبعد الحجر الأسود كونه العقيق أو حمم البازلت أو أحجار النيزك، على الرغم من أنه لن يكون متوافقا مع كونها الزجاج أو الخَفّاف (البوميس).
في عام 1980 قدمت إليزبيث تومسن من جامعة كوبنهاغن فرضية مختلفة. وأشارت إلى أن الحجر الأسود قد يكون جزءاً الزجاج أو حجر متحول من آثار نيزك مجزء سقط قبل حوالي 6,000 سنة في منطقة الوبار في صحراء الربع الخالي والذي يبعد 1,100 كم شرقا عن مكة المكرمة. الحفريات في منطقة الوبار جديرة بالملاحظة لوجود كتل من الزجاج السيليكا تنصهر تحت تأثير الحرارة والمشرب مع حبات من سبيكة النيكل والحديد من النيزك (ومعظمها دمرت في الأثر). يتم إجراء تجارب على بعض الكتل وقطع من الزجاج سوداء لامعة ومجوفة داخليا ومليئة بالغاز الأبيض أو الأصفر، والتي تسمح له بالطفو على سطح الماء.

ويبدو أن العلماء لم يتأكدوا من فرضية حفريات وبار حتى عام 1932، كانت تقع بالقرب من طريق القوافل من عمان والذي كان من المرجح جدا أنه معروف لسكان الصحراء. حيث كانت مساحة واسعة جدا ومعروفة في الشعر العربي القديم، كان وبار أو أوبار (المعروف أيضا باسم «إرم ذات العماد») موقع مدينة الرائع التي دمرتها النيران الساقطة من السماء بسبب شر ملكها. وبفرضية أن هذه الحفريات دقيقة فإن هذا ممكن لكون قيام البعض باستيطان هذه المنطقة فيما بعد .
ولكن كانت التحليلات العلمية الحديثة التي أجريت عام 2004 من موقع وبار والتي تشير إلى أن هذا الحدث يعتبر أحدث بكثير مما كان يعتقد، وربما حدث فقط في غضون السنوات 200-300 الماضية، لذلك تعتبر فرضية النيزكية حاليا المشكوك فيها ويفترض المتحف البريطاني للتاريخ الطبيعي أنه قد يكون صخرة أرضية نسبت خطأ إلى أصل نيزكي.

## مزاياه وأحكام تتعلق به

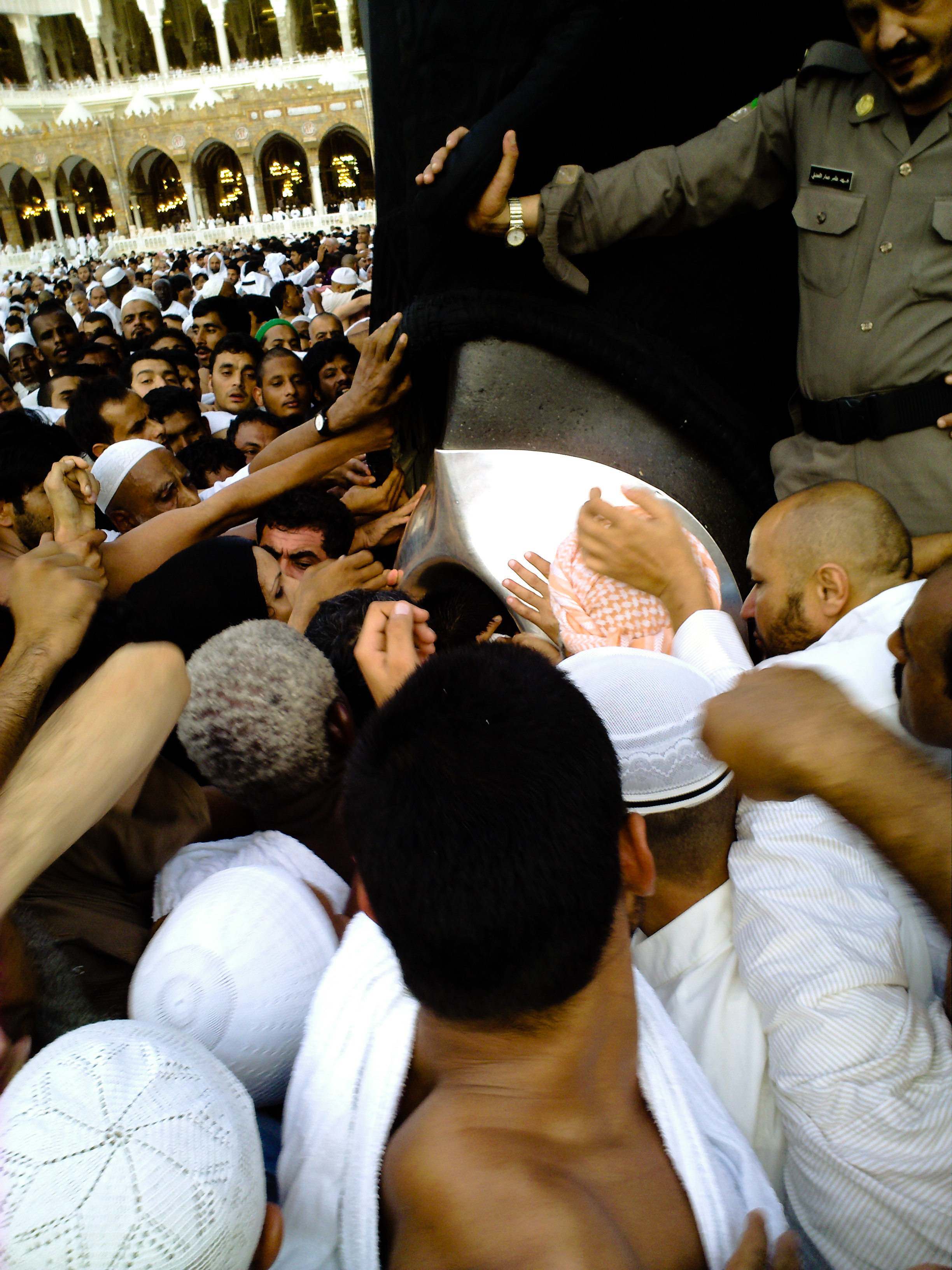
بعض الطائفين وهم يحاولون لمس الحجر.

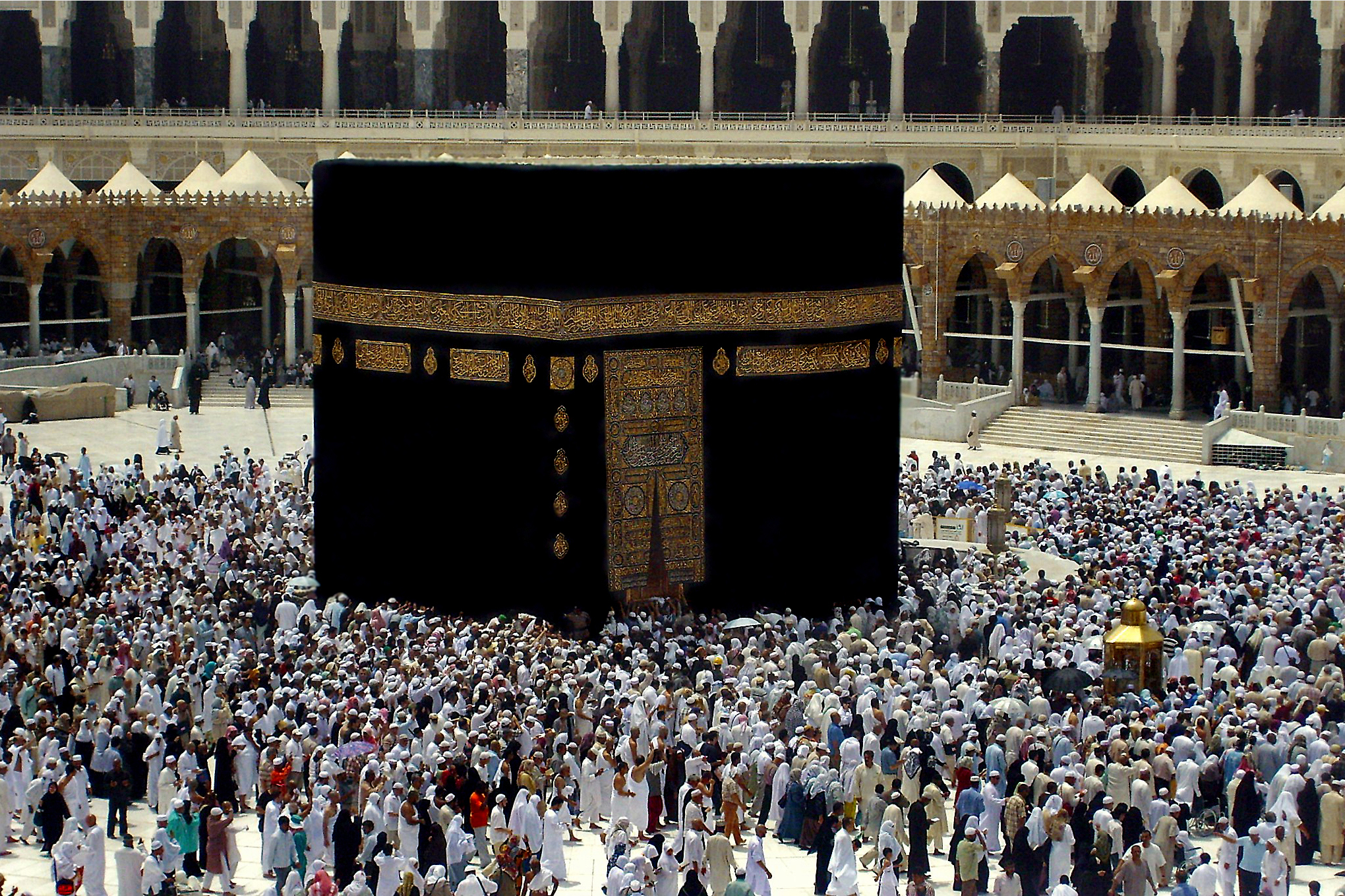
صورة الكعبة المشرفة ويظهر الحجر الأسود علي يسار باب الكعبة

وفقا للعقيدة الإسلامية يُسنّ لمن يطوف أن يستلم الحجر الأسود (أي يلمسه بيده) ويقبله عند مروره به، فإن لم يستطع استلمه بيده وقبلها، فإن لم يستطع استلمه بشيء معه (كالعصا وما شابهها) وقَبَّل ذلك الشيء، فإن لم يستطع أشار إليه بيده وسمى وكبّر (بسم الله والله أكبر) ولا يقبل يده. وقد روي عن عمر بن الخطاب أنه كان يقبل الحجر الأسود ويقول: «إني لأعلم أنك حجر لا تضر ولا تنفع، ولولا أني رأيت رسول الله يقبلك ما قبلتك». روى الحافظ ابن حجر عن الطبري أنه قال: «إنما قال ذلك عمر، لأن الناس كانوا حديثي عهد بعبادة الأصنام، فخشي عمر أن يظن الجهال أن استلام الحجر تعظيم بعض الأحجار، كما كانت العرب تفعل في الجاهلية، فأراد عمر أن يعلم الناس أن استلامه إتباع لفعل رسول الله صلى الله عليه وسلم، لا لأن الحجر يضر وينفع بذاته، كما كانت تعتقده في الأوثان.».
وجاء في فضل مسحه واستلام، إنه يحط الخطايا والذنوب فعن عبد الله بن عمر عن رسول الله صلى الله عليه وسلم: «إن مسح الحجر الأسود والركن اليماني يحطان الخطايا حطاً». وأنه يوم القيامة يبعث وله عينان ولسان ينطق باسم من استلمه، فروى عبد الله بن عباس عن النبي صلى الله عليه وسلم أنه قال: «والله ليبعثنه الله يوم القيامة له عينان يبصر بهما، ولسان ينطق به، يشهد على من استلمه بحق».